# Mateusz Kołodziejski
Mateusz Kołodziejski (22 de junio de 2002) es un deportista de Polonia que compite en atletismo. Ganó una medalla de bronce en el Campeonato Mundial de Atletismo Sub-20 de 2021, en la prueba de salto de altura.